# Гуань Юй
Гуа́нь Юй (кит. трад. 關羽, упр. 关羽, пиньинь Guān Yǔ, ум. 219) — военачальник царства Шу эпохи Троецарствия и один из главных героев средневекового романа «Троецарствие». В романе он выведен как идеал благородства, своего рода восточный Робин Гуд.

## Биография
Гуань Юй происходил из области Хэдун в столичном округе, но вынужден был бежать и оказался в области Чжо, где в это время собирал войска Лю Бэй. Гуань Юй и Чжан Фэй присоединились к Лю Бэю, стали его ближайшими соратниками и сражались под его началом против жёлтых повязок. Гуань Юй верно служил Лю Бэю и сопровождал его во всех походах.
Когда Лю Бэй захватил Сюйчжоу, он приказал Гуань Юю охранять город Сяпи. В 200 году Цао Цао напал на Лю Бэя, и тот бежал на север к Юань Шао. Гуань Юй попал в плен к Цао Цао. Цао назначил Гуань Юя генерал-лейтенантом[уточнить] и оказывал ему необычайные почести.
Между Цао Цао и Юань Шао началась война, и Цао поставил Чжан Ляо и Гуань Юя во главе авангарда, чтобы остановить войска генерала[уточнить] Янь Ляна. Армии встретились в битве при Байма. Гуань Юй набросился на Янь Ляна, пронзил его копьём и вернулся с его отрубленной головой. Войска Юань Шао отступили. Цао Цао наградил Гуань Юя титулом Хоу.
Гуань Юй всё равно не оставлял намерения вернуться к Лю Бэю. Отплатив Цао Цао за его милости убийством Янь Ляна, Гуань Юй покинул Цао, оставив все подарки вместе с прощальным письмом, и направился в лагерь Юань Шао, чтобы воссоединиться с Лю Бэем. Цао Цао уговаривали отправить за ним погоню, но он отказался.
Гуань Юй последовал за Лю Бэем, когда тот присоединился к губернатору Цзинчжоу Лю Бяо. После смерти Лю Бяо в 208 году в Цзинчжоу вступила армия Цао Цао, который намеревался в ходе одной кампании подчинить весь юг и завершить объединение Китая под своей властью. Лю Бэй отступал, преследуемый войсками Цао Цао. Гуань Юю было поручено привести флот, чтобы армия Лю Бэя смогла переправиться через реку и спастись от погони. После этого Лю Бэй обосновался в Сякоу и заключил союз с Сунь Цюанем. В битве у Красной скалы они разбили Цао Цао, и тот был вынужден отступить. Гуань Юй был назначен генералом[уточнить], покоряющим разбойников, и оставлен сторожить владения Лю Бэя в Цзинчжоу от Цао Цао. Сам Лю Бэй отправился на покорение Ичжоу.
В 219 году Лю Бэй завоевал Ханчжун и провозгласил себя ваном Ханчжуна. Назначенный генералом[уточнить] авангарда Гуань Юй осадил Фаньчэн, который защищал Цао Жэнь. Цао Цао отправил ему на помощь Юй Цзиня, но осенью из-за дождей река Хань вышла из берегов, и армии Юй Цзиня утонули. Юй Цзинь сдался Гуань Юю, и Гуань Юй казнил генерала[уточнить] Пан Дэ.
Слава Гуань Юя гремела по всему Китаю, и Цао Цао даже задумался перенести столицу из Сюйчана подальше от линии боевых действий. Тогда его советники Сыма И и Цзян Цзи убедили его, что возможно заключение союза против Гуань Юя с Сунь Цюанем. Силы царства У внесли основной вклад в победу в битве у Красной скалы, и Сунь Цюань считал, что Цзинчжоу должен принадлежать ему. К тому же ранее он получил от Гуань Юя оскорбительный ответ на предложение брака между своим сыном и дочерью Гуань Юя. Сунь Цюань втайне стал готовить нападение — элитные войска Люй Мэна были переодеты торговцами. Им оказали поддержку генералы[уточнить] Гуань Юя — Ми Фан и Фу Шижэнь. Они были ответственными за снабжение, но не справились со своими задачами, и Гуань Юй обещал их наказать, когда вернётся. Испуганные, они приняли предложение Сунь Цюаня предать Гуань Юя. Цао Цао в это время отправил Сюй Хуана на помощь Цао Жэню.
Гуань Юю пришлось отступить. База Гуань Юя в Цзянлине была захвачена Сунь Цюанем, и таким образом семьи солдат Гуань Юя оказались у Сунь Цюаня в заложниках. Деморализованная армия Гуань Юя рассеялась. Сунь Цюань отправил своих генералов[уточнить] схватить Гуань Юя, после чего Гуань Юй и его сын Гуань Пин были казнены. Сунь Цюань отправил голову Гуань Юя Цао Цао. Цао с почестями её похоронил.
Гуань Юй получил посмертный титул Чжуанмоуским хоу. Гуань Юю наследовал его сын Гуань Син, который потом пользовался расположением Чжугэ Ляна. Через 40 лет после этого вэйские генералы[уточнить] Дэн Ай и Чжун Хуэй завоевали царство Шу. По приказу находившегося с ними Пан Хуэя — сына Пан Дэ род Гуань Юя был истреблён.

## Образ в искусстве
В романе «Троецарствие» нашла отражение легенда о клятве Персикового сада, согласно которой Гуань Юй, Чжан Фэй и Лю Бэй поклялись стоять друг за друга горой после того, как изготовитель соломенных сандалий Лю Бэй разнял драку Гуань Юя с мясником Чжан Фэем в персиковом саду. Впоследствии Лю Бэй основал царство Шу, а Гуань Юй встал во главе его армии.

## Культ
Вскоре после смерти Гуань Юя на действительные факты его жизни стали наслаиваться многочисленные легенды. Рассказывали, что, убив нечистоплотного судью, Гуань Юй прошёл неузнанным мимо стражи, так как его лицо необъяснимым образом изменило цвет. В XVII веке почитание Гуань Юя распространилось на Корею, где бытовало мнение, что именно Гуань Юй спас корейцев от японского нашествия.
Уже во времена династии Суй Гуань Юй воспринимался как божество, а в 1594 году он был официально обожествлён как бог войны под именем Гуань-ди. Тысячи храмов появились в его честь по всей Поднебесной. В таких храмах обычно хранился меч, которым казнили преступников. Считалось, что дух покойного не дерзнёт мстить палачу, если тот совершит очистительные обряды в храме Гуань-ди.

## Иконография
Гуань-ди принято изображать в сопровождении оруженосца и сына, с лицом красного цвета, в зелёном облачении и с изобретённым им оружием — «гуань дао». В руке он держит исторический трактат «Цзо-чжуань», по легенде, заученный им наизусть. Этот атрибут позволяет считать Гуань-ди покровителем не только воинов, но и писателей.
Этот сравнительно редкий в китайской иконографии образ воина в тибетской традиции стал ассоциироваться с Гэсэром (Гэсаром), который для тибетцев является одновременно культовым образом и историческим главой-полководцем исторической области Линг. Вслед за тибетцами данная ассоциация была воспринята монголами и бурятами, для которых Гэсэр — центральный эпический герой. Так, например, построенный китайцами в 1920 году в Урге храм Гуань Юя был впоследствии «монголизирован» и преобразован в храм Гэсэра.
- Клятва в Персиковом Саду: Чжан Фэй, Лю Бэй и Гуань Юй
- Гигантская статуя Гуань Юя на острове Тайвань
- Гигантская статуя Гуань Юя в Цзинчжоу
- Танка с изображением Гуань Юя. 1736—1795 годы
- Храм Гуань-ди в Йокогаме